# Microcoryciidae
Famille
Les Microcoryciidae sont une famille d'amibes de l'Ordre des Arcellinidés (classe des Tubulinés).

## Étymologie
Le nom de la famille vient du genre type Microcorycia, composé du préfixe micro « petit », et corycia, par allusion au genre Corycia, dérivé du grec κορυκως / korykos « petit sac en cuir ».

## Description
L'espèce Microcorycia flava a un test dont la partie supérieure est plus ou moins rigide, en forme de dôme, la plupart du temps recouverte plus ou moins de xénosomes. On trouve également des individus sans xénosomes. La partie supérieure du test est jaune à brun jaunâtre, la partie inférieure du test est jaune clair à hyaline. Cette espèce mesure entre 80 et 130 µm.
Le cytoplasme ne remplit pas le test ; il est granuleux et contient de nombreuses particules alimentaires, des excréments ainsi que trois à douze (voire plus) vacuoles contractiles. Des lobopodes digiformes ne se forment qu’exceptionnellement.
La cellule a un unique noyau (« mononucléaire »), parfois deux (« binucléaire »). Les noyaux sont sphériques ou ovulaires et contiennent un certain nombre de nucléoles de forme irrégulière.

## Habitat
Microcorycia flava peuple les habitats terrestres et limnétiques. Les habitats terrestres comprennent principalement les mousses et les sols. Le degré d'humidité des mousses varie des mousses submergées aux mousses humides en passant par les mousses xérophiles dans des endroits extrêmes tels que les rochers, les murs et les toits.

## Liste des genres
Selon IRMNG (11 janvier 2025) :
- Amphizonella Greeff, 1866
- Diplochlamys Greef, 1888
- Microcorycia Cockerell, 1911 genre type
- Parmulina Pénard, 1902
- Penardochlamys Deflandre in Grassé, 1953
- Zonomyxa Nüsslin, 1883

## Systématique
Le nom valide de ce taxon est Microcoryciidae de Saedeleer (d), 1934.